# Бочковська Ліана Леонідівна
Ліана Леонідівна Бочковська (нар. 1 грудня 1992, Бердичів, Житомирська область, УРСР) — українська футболістка, захисниця клубу «Єдність-ШВСМ» (Плиски). Мйстер спорту України, Майстер спорту України з пляжного футболу.

## Клубна кар'єра
Активно розпочала займатися футболом у сьомому класі. Бочковська брала участь в Спартакіаді міста з футболу і після одного з матчів тренер жіночої команди Володимир Керносенко запросив її на тренування. Вона погодилася на пропозицію Володимира Броніславовича й прийшла на тренування, і з того часу Ліана постійно в футболі.
На одному з турнірів команди прийшов тренер дівочої збірної України WU-17 і за сумісництвом тренер КОЛІСПу Василь Мамчур і запросив Бочковську приїхати до них на перегляд. Після перегляду Бочковського взяли на навчання в КОЛІСП з восьмого класу.
З 2009 року Бочковська розпочала виступати в чемпіонаті України за команду «Родина» з Костополя. Після трьох сезонів Ліана перейшла в інший український клуб — чернігівську «Легенду». У 2015 році Бочковська розірвала контракт з клубом і вирушила до Казахстану, де підписала контракт зі столичною «Астаною». У весняно-літній частині сезону 2016 року зіграла 4 матчі в чемпіонаті Казахстану та 3 поєдинки в кубку країни. Після цього повернулася в Україну та відіграла два сезони у «Пантерах» з Умані. На початку сезону 2017/18 років отримала важку травму, через що не грала першу частину сезону. Після одужання виїхала до Білорусі, де уклала контракт з «Німаном». Дебютувала за вітебський колектив 15 квітня 2018 року в переможному (5:0) домашньому поєдинку 1-о туру чемпіонату Білорусі проти «Слов'янки». Ліана вийшла на поле в стартовому складі та відіграла увесь матч, а на 42-й хвилині відзначилася дебютним голом за нову команду. У вищій лізі білоруського чемпіонату зіграла 8 матчів, в яких відзначилася 8-а голами.
Сезон 2018/19 років розпочала в Україні, підписавши контракт з вищоліговою командою «Єдність-ШВСМ» (Плиски).

## Кар'єра в збірній
У 2008 році зіграла два матчі за WU-17 років і відзначилася 1 голом.